# Molești
Molești è un comune della Moldavia situato nel distretto di Ialoveni di 2.783 abitanti al censimento del 2004